# Асен Спасов
Асен Спасов е български революционер, терорист на Вътрешната македонска революционна организация.

## Биография
Влиза във ВМРО и става терорист на организацията, привърженик на Иван Михайлов. На 12 октомври 1928 г. в кафе „Феникс“ в София се опитва да убие протогеровистите Петър Трайков и Кръстан Поптодоров. Успява да ги рани, но е убит. В престрелката загива и турският военен аташе Керим бей.